# Mont-Villers
Pour les articles homonymes, voir Mont.
Ancienne commune de la Meuse, la commune de Mont-Villers a existé de 1965 à 1977. Elle a été créée en 1965 par la fusion des communes de Mont-sous-les-Côtes et de Villers-sous-Bonchamp. En 1977 elle a fusionné avec les communes de Bonzée-en-Woëvre et de Mesnil-sous-les-Côtes pour former la nouvelle commune de Bonzée. Mont-Villers a eu le statut de commune associée jusqu'au 1er novembre 2013.

## Histoire
En 1285, Jean Murauvaux ou de Muraut, l'un des 4 pairs de l'évêque de Verdun, se trouvait au tournoi de Chauvency. Il devait demeurer dans son château, aujourd'hui disparu, à la lisière de la forêt, entre les villages de Mont et de Villers. Jacques Bretel raconte dans son reportage une joute dont il est le héros. Le château de Muraut, son autre lieu de résidence, détruit à l'époque de Louis XIII, se trouvait à l'écart de Damvillers.
Le 25 février 1965, Mont-sous-les-Côtes devient Mont-Villers à la suite de sa fusion avec Villers-sous-Bonchamp. Le 1er janvier 1977,  Mont-Villers est rattachée, sous le régime de la fusion association, à Bonzée-en-Woëvre qui devient Bonzée. Le 1er novembre 2013, le rattachement de Mont-Villers à Bonzée est transformé en fusion simple.

## Démographie
| 1926 | 1936 | 1946 | 1954 | 1962 | 1968 | 1975 |
| ---- | ---- | ---- | ---- | ---- | ---- | ---- |
| 110  | 109  | 98   | 108  | 93   | 107  | 118  |

## Lieux et monuments

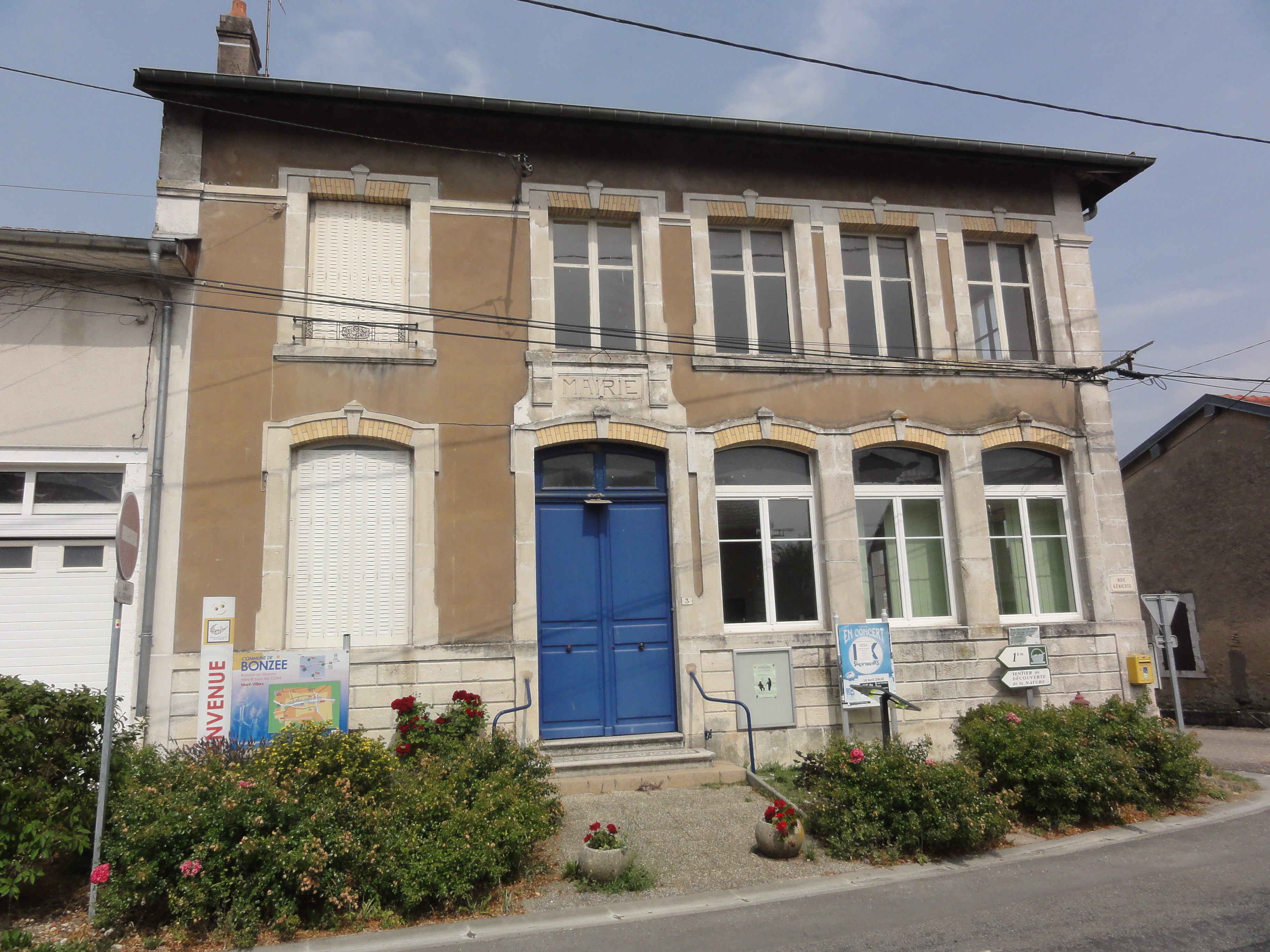
La mairie associée.
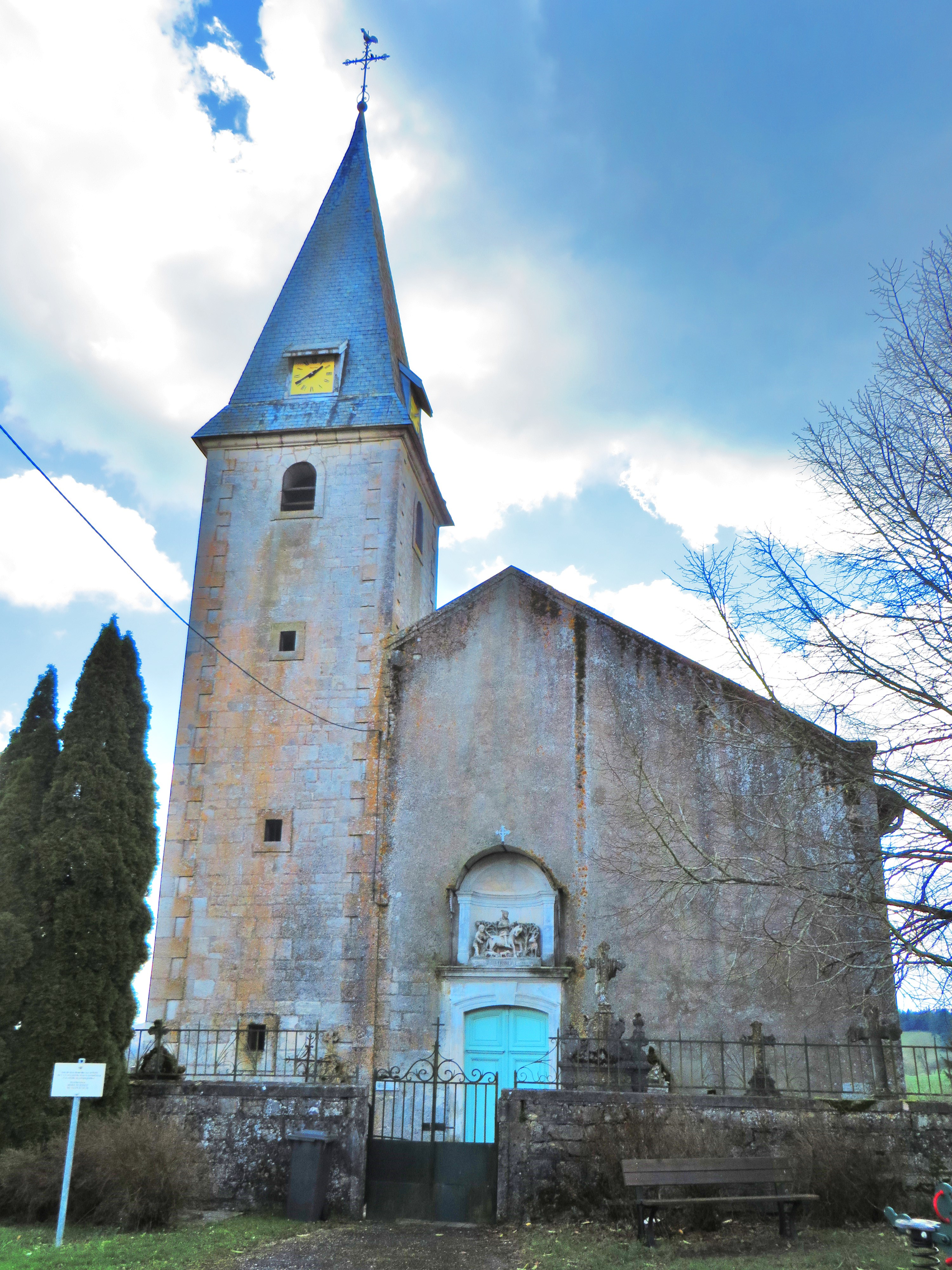
Église Saint-Martin.
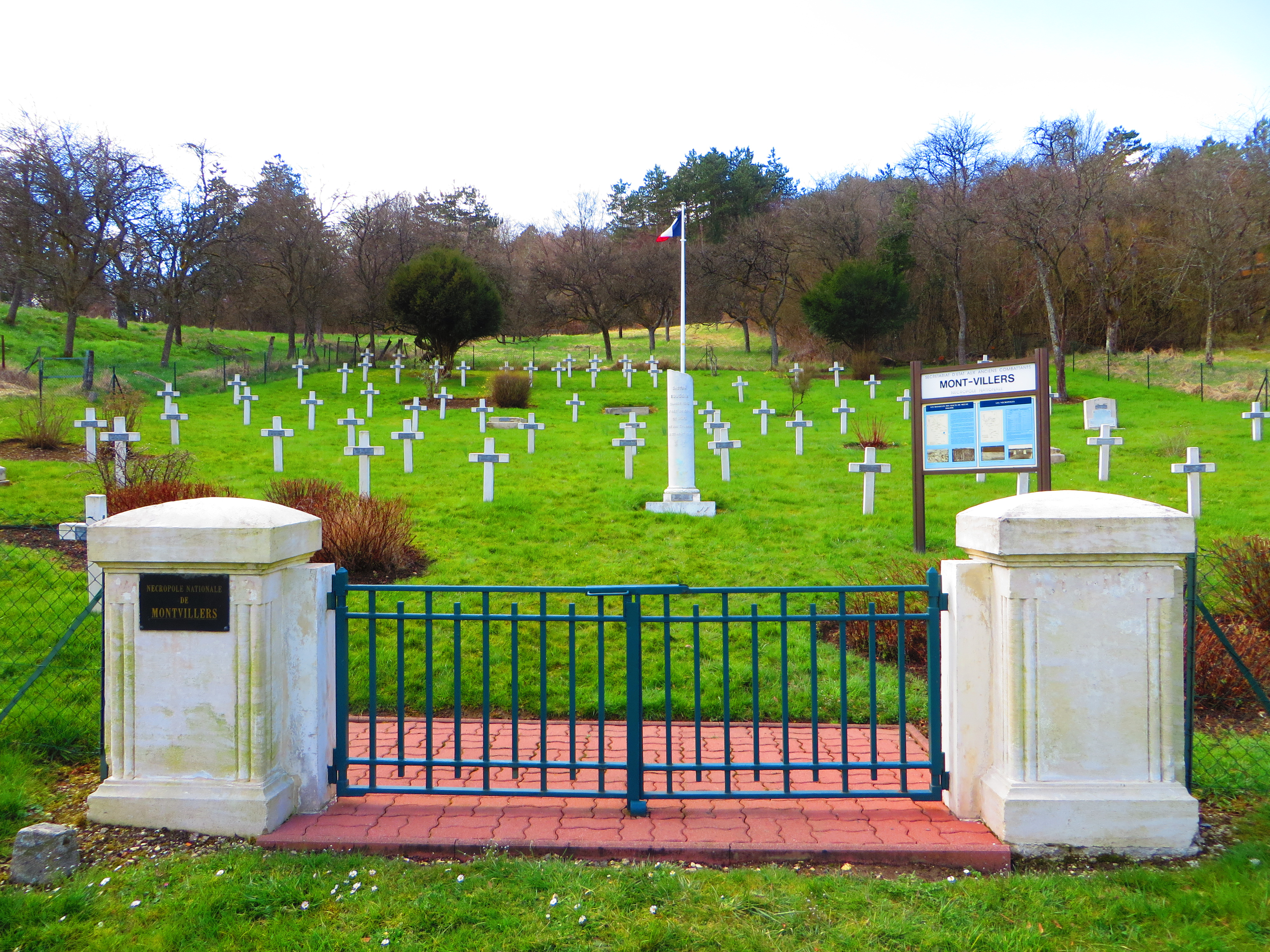
Cimetière militaire français de Montvillers.
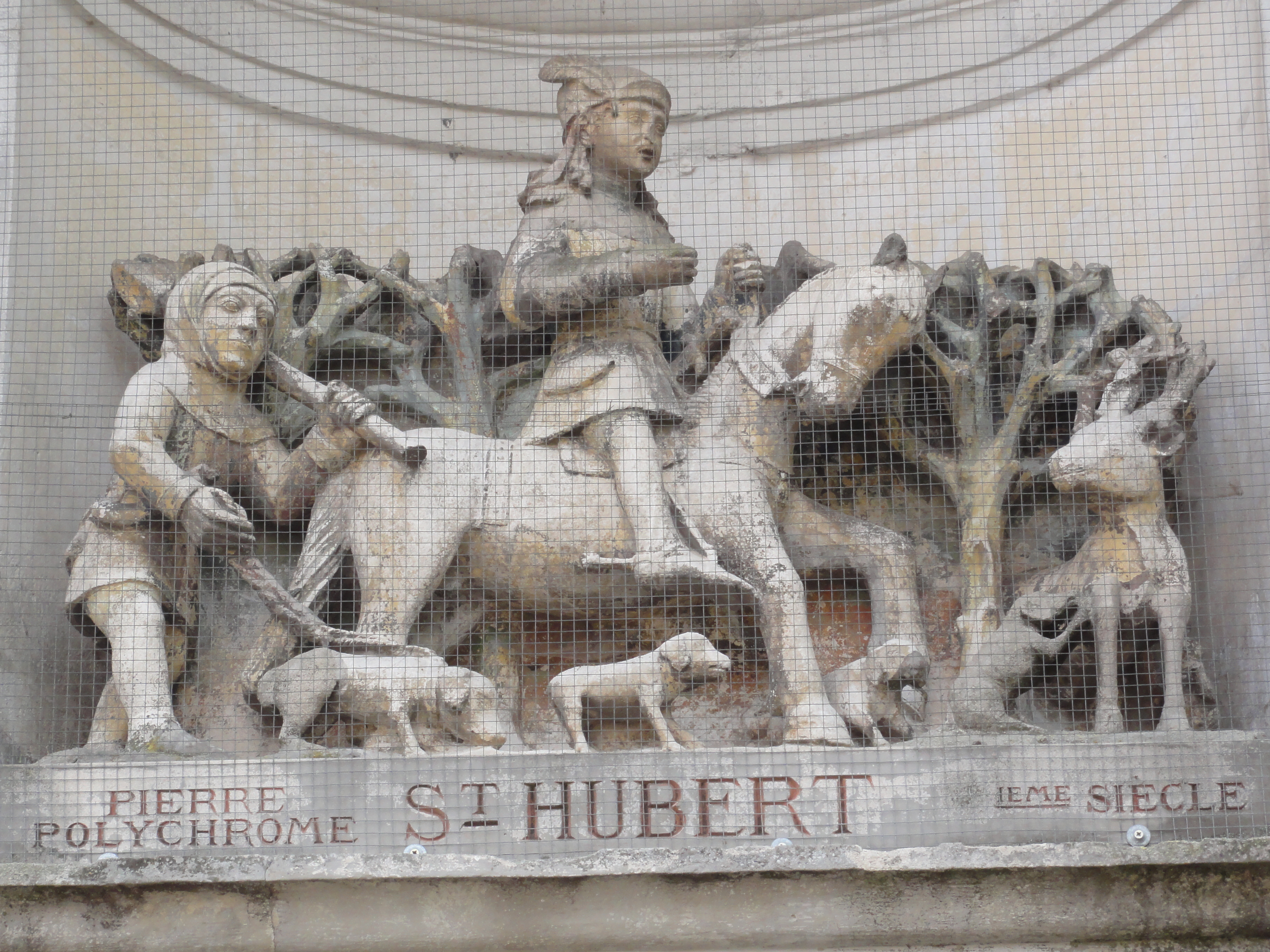
Statue de Saint Hubert, tympan de l'église.
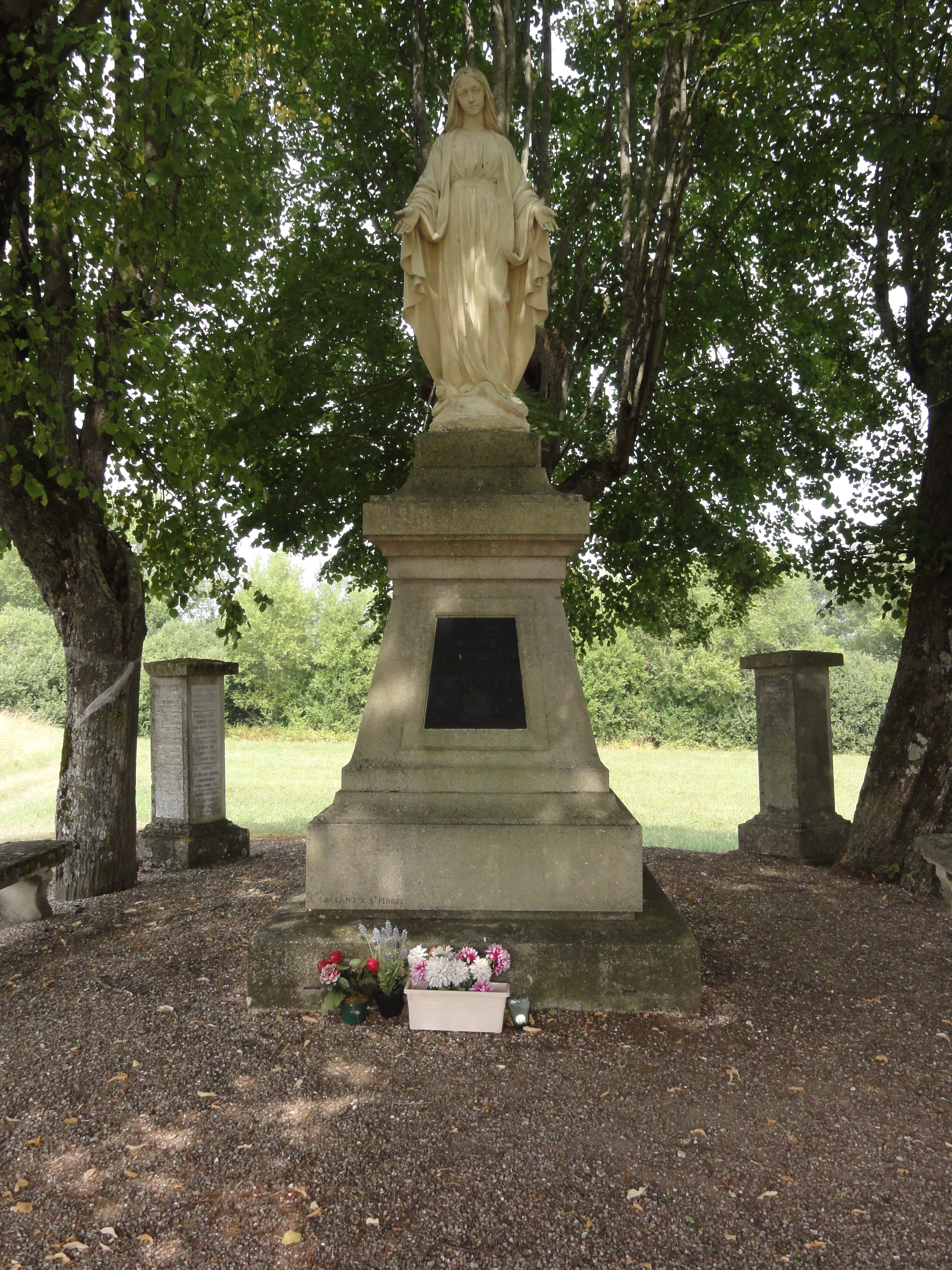
Statue de la Vierge